# Лупус (Міссурі)
Лупус (англ. Lupus) — місто (англ. city) в США, в окрузі Моніто штату Міссурі. Населення — 28 осіб (2020).

## Географія
Лупус розташований за координатами 38°50′45″ пн. ш. 92°27′14″ зх. д. / 38.84583° пн. ш. 92.45389° зх. д. (38.845970, -92.454006).  За даними Бюро перепису населення США в 2010 році місто мало площу 0,48 км², уся площа — суходіл.

## Демографія
Згідно з переписом 2010 року, у місті мешкали 33 особи в 17 домогосподарствах у складі 7 родин. Густота населення становила 69 осіб/км².  Було 23 помешкання (48/км²).
Расовий склад населення:
| - 97,0 % — білих |

До двох чи більше рас належало 3,0 %. Частка іспаномовних становила 0,0 % від усіх жителів.
За віковим діапазоном населення розподілялося таким чином: 12,1 % — особи молодші 18 років, 72,7 % — особи у віці 18—64 років, 15,2 % — особи у віці 65 років та старші. Медіана віку мешканця становила 57,8 року. На 100 осіб жіночої статі у місті припадало 106,2 чоловіків;  на 100 жінок у віці від 18 років та старших — 107,1 чоловіків також старших 18 років.
Середній дохід на одне домашнє господарство  становив 49 878 доларів США (медіана — 37 500), а середній дохід на одну сім'ю — 72 513 долари (медіана — 81 250). За межею бідності перебувало 10,0 % осіб, у тому числі 0,0 % дітей у віці до 18 років та 0,0 % осіб у віці 65 років та старших.
Цивільне працевлаштоване населення становило 18 осіб. Основні галузі зайнятості: освіта, охорона здоров'я та соціальна допомога — 44,4 %, будівництво — 22,2 %, публічна адміністрація — 11,1 %, науковці, спеціалісти, менеджери — 11,1 %.